# Capitol Records
Capitol Records és una de les discogràfiques més importants, amb base als Estats Units, propietat de EMI.

## Història
La companyia Capitol Records fou fundada pel compositor Johnny Mercer el 1942, amb el suport financer del productor de pel·lícules Buddy DeSylva i la perspicàcia financera de Glenn Wallichs, (amo de Music City, que en aquesta època era una de les més grans botigues de discos de Los Angeles, Califòrnia). La botiga Music City propietat de Wallichs, va obrir el 1940 i es trobava en el cantó de Sunset amb Vine. Fou la botiga principal en venda de discos del sud de Califòrnia per dècades, però va tancar el 1978. Capitol Records va obrir en una oficina de magatzem en l'edifici de Music City. Capitol va ser el primer segell de la Costa Oest, competint contra RCA-Victor, Columbia Records i Decca, tots situats a Nova York.
A més l'estudi d'enregistrament a Los Angeles, Capitol, en tenia un a Nova York, i a vegades enviava equip d'enregistrament a Nova Orleans i altres ciutats.